# Ross Valory
Ross Lamont Valory (* 2. února 1949, San Francisco, Kalifornie, USA) je americký rockový baskytarista, kytarista, klávesista, zpěvák a skladatel, nejvíce známý jako jeden ze zakládající členů skupiny Journey. Spolupracoval také se skupinami Frumious Bandersnatch a Steve Miller Band.